# Lac La Biche
Lac La Biche (pronunciado LAK le BISH) es una ciudad y condado en el noreste de Alberta, Canadá. Se encuentra aproximadamente a 220 km (136,7 mi) al noreste de la capital provincial de Edmonton. Anteriormente incorporada como ciudad, Lac La Biche se fusionó con el condado de Lakeland para formar el condado de Lac La Biche el 1 de agosto de 2007. 
La comunidad ha tenido acentamientos de bandas Métis y finalmente ha sido el asentamiento de la Nación Cree Beaver Lake.

## Etimología
Los pueblos indígenas de la zona se referían al lago como lago Elk (en Nêhiyawêwin: wâwâskesiwisâkahikan, en Dënesųłiné: tzalith tway). Los primeros europeos tradujeron este nombre al inglés como "Red Deer Lake" y al francés como "Lac la biche" ("Lago de la cierva"). Con el tiempo, el nombre francés pasó a utilizarse también en inglés.
Los primeros europeos tradujeron este nombre al inglés como Lago Ciervo Rojo (del inglés, "Red Deer Lake") y al francés como "Lac la biche" ("Lago de la cierva"). Con el tiempo, el nombre francés pasó a utilizarse también en inglés.

## Historia

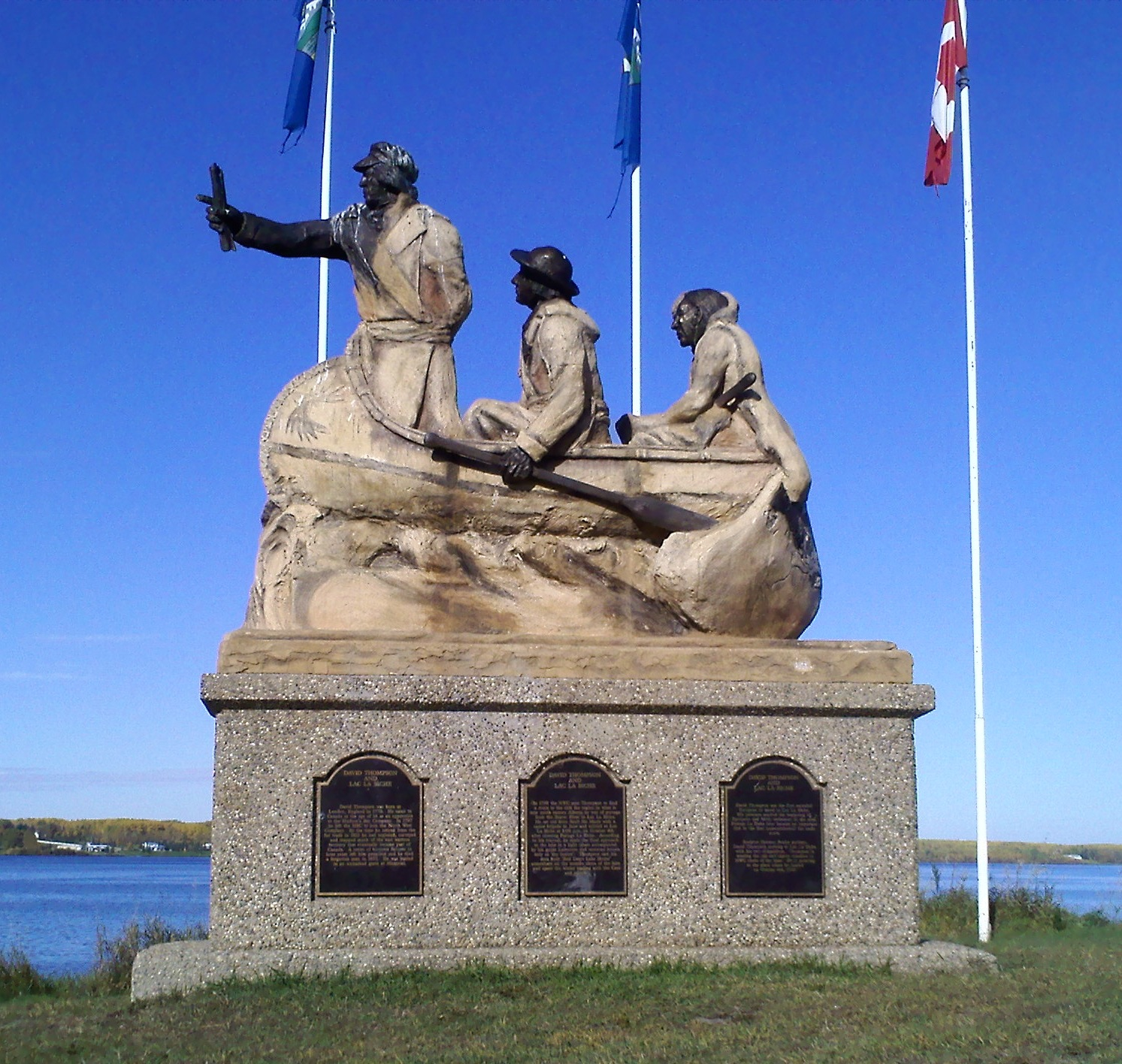
Estatua de David Thompson

### Carretera del viajero
Lac La Biche estaba en la ruta histórica de los viajeros que unía la región de Athabaskan con la Bahía de Hudson. David Thompson y George Simpson utilizaron la ruta de comercio de pieles a lo largo del río Beaver desde la ruta principal de Methye Portage que llegaba al río Athabasca. Thompson fue el primer europeo que se conozca en registrar su estancia en Lac La Biche. Thompson, quien se refirió al lago como Lago de Ciervos Rojos (del inglés Red Deers Lake), llegó el 4 de octubre de 1798 donde pasó el invierno. Escribió abundantes notas en su diario sobre los Nahathaway (nombre con que se conocen los Cree), sus costumbres, tradiciones y las tierras forestales occidentales, incluida la gran provisión de pescado blanco y castores. 

### Puestos de comercio de pieles
Aunque la North West Company, con sede en Montreal, ya estaba activa en el área, Thompson estableció el primer asentamiento permanente en Lac La Biche en su viaje de 1798, con un puesto comercial de la Compañía de la Bahía de Hudson al que llamó Red Deers Lake House. En 1799, Peter Fidler llegó a la zona tras la partida de Thompson y tomo cargo del puesto de ventas. Esta nueva estructura se conoció como Greenwich House. También fue abandonado en 1801, pero Lac La Biche se estableció como lugar de residencia permanente para algunos comerciantes libres francocanadienses y métis y sus familias. La actividad del comercio de pieles continuó ininterrumpida, debido a la importancia del transporte, y el lago La Biche fue visitado por comerciantes de pieles como Gabriel Franchère y Ross Cox . David Thompson regresó en 1812. 
En 1817 se erigió otro puesto temporal de la Compañía de la Bahía de Hudson, pero la compañía abandonó el transporte de bienes en 1825. Casi no existen registros escritos sobre Lac La Biche durante las dos décadas siguientes. 

### Misión oblata

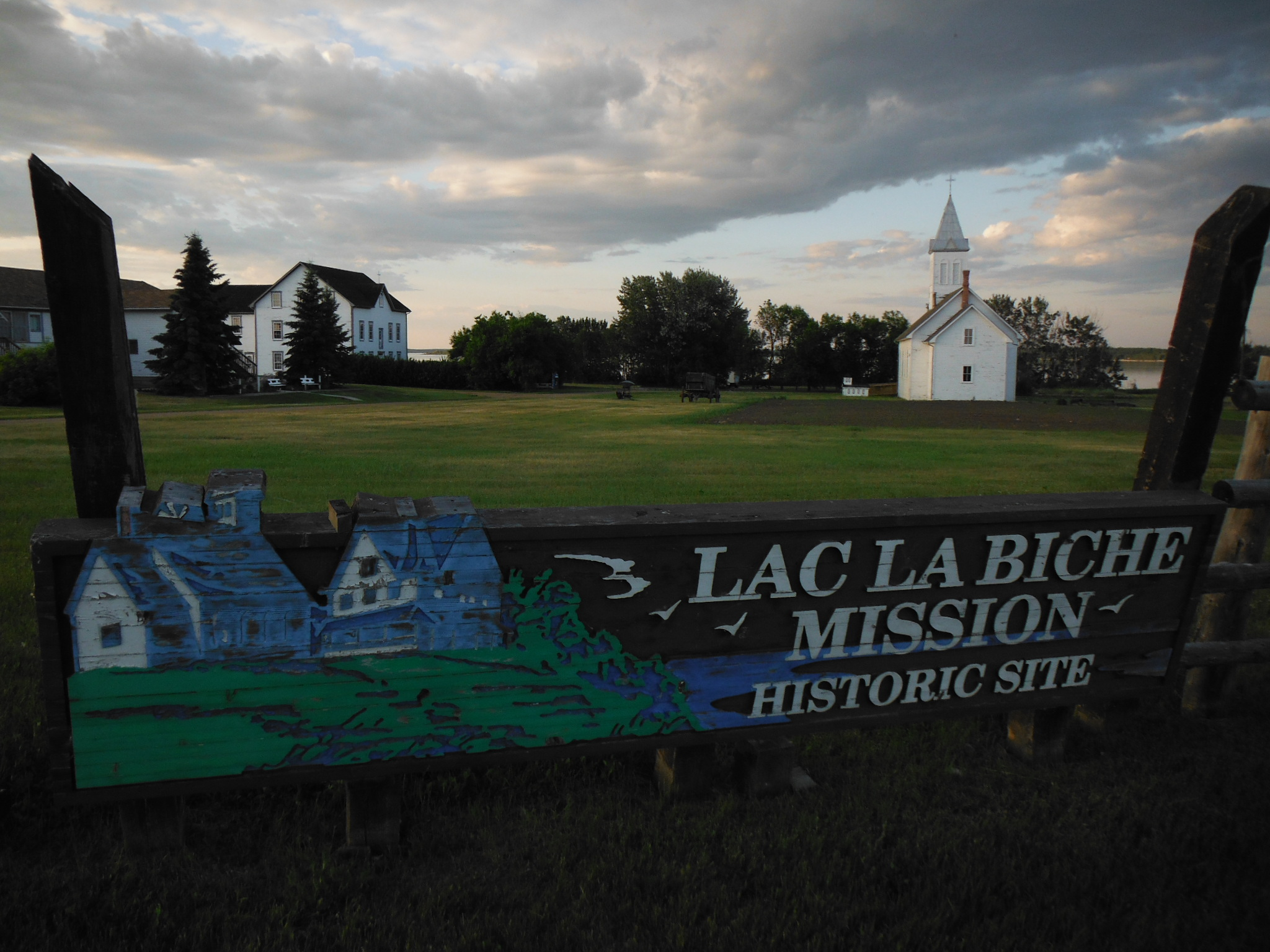
Misión del lago La Biche

Se estableció un misión católica romana en 1853 por misioneros oblatos. El historiador Paul Robert Magocsi señala cómo creció el asentamiento durante las siguientes décadas:

"El elemento de habla francesa, en su mayoría de Red River, se unió en torno a la Misión. Formó una comunidad muy unida, a pesar de que la influencia de la iglesia disminuyó y la tendencia fue hacia el matrimonio y el establecimiento de familias nucleares. La vida era en gran medida fuera de lugar. la tierra; la tala y el trabajo vial proporcionaban mano de obra asalariada intermitente. Muchos de los adultos eran trilingües y hablaban francés y cree, además de inglés".

La Misión Lac La Biche es ahora un sitio histórico nacional y un recurso histórico provincial. Fue el sitio de una de las primeras escuelas residenciales en Alberta.

### Tratados e insurrección
El Gobierno de Canadá buscó extinguir el título de propiedad de las Primeras Naciones sobre la tierra a través de las praderas, para abrir la tierra para su colonización. El Tratado 6 se negoció en 1876 y cubría los tratos de tierras al sur de Lac La Biche.
El nuevo puesto de la Compañía de la Bahía de Hudson en Lac La Biche fue saqueado el 26 de abril de 1885 durante la Rebelión del Noroeste por miembros de la banda de Oso Grande. Su plan de saquear la cercana Misión Católica Romana fue detenido por la población local Cree y Métis.  Métis Scrip Records muestra que muchos residentes del área recibieron vales del Gobierno de Canadá desde 1885 hasta la década de 1920.
El Tratado 8, que abarca las tierras al norte del lago La Biche, se negoció en 1899. Esto preparó el escenario para el ferrocarril y asentamientos más numerosos.

## Demografía
En el censo de población de 2021 realizado por Statistics Canada, Lac La Biche tenía una población de 3120 habitantes que vivían en 1198 de sus 1458 viviendas privadas totales, un cambio de−6 % de su población de 3.320 en 2016. El condado de Lac La Biche tiene una población de 7.673 habitantes y una zona de comercio minorista de 27.000 habitantes. Con una superficie de terreno de 68.39 kilómetros  , tenía una densidad de población de 45,6/km   en 2021. 
Como lugar designado en el Censo de Población de 2016 realizado por Statistics Canada, Lac La Biche tenía una población de 2.314 habitantes que vivían en 895 de sus 1.048 viviendas privadas totales, un cambio de−8,2 % de su población de 2011 de 2.520. Con una superficie de terreno en ese ano de 6,05 km² (2,3 mi²)  , tenía una densidad de población de 382,5/km   en 2016. 
| Grupo panétnico                                                         | 2021  | 2021    | 2016  | 2016    | 2006  | 2006    | 2001  | 2001    | 1996  | 1996    | 1991  | 1991    | 1986: 85 | 1986: 85 | 1981  | 1981     | 1971  | 1971    |
| Grupo panétnico                                                         | Pop.  | %       | Pop.  | %       | Pop.  | %       | Pop.  | %       | Pop.  | %       | Pop.  | %       | Pop.     | %        | Pop.  | %        | Pop.  | %       |
| ----------------------------------------------------------------------- | ----- | ------- | ----- | ------- | ----- | ------- | ----- | ------- | ----- | ------- | ----- | ------- | -------- | -------- | ----- | -------- | ----- | ------- |
| Eurocanadienses                                                         | 1,445 | 49,4 %  | 1,055 | 49,88 % | 1,545 | 57,87 % | 1,450 | 53,9 %  | 1,540 | 60,99 % | 1,370 | 55,24 % | 1,480    | 58,04 %  | 1,270 | 60,05 %  | 1,200 | 69,97 % |
| Amerindios de Canadá                                                    | 775   | 26,5 %  | 695   | 32,86 % | 925   | 34,64 % | 925   | 34,39 % | 590   | 23,37 % | 815   | 32,86 % | 725      | 28,43 %  | 610   | 28,84 %  | 345   | 20,12 % |
| Sudeste Asiático                                                        | 300   | 10,26 % | 135   | 6,38 %  | 0     | 0 %     | 0     | 0 %     | 10    | 0,4 %   | 20    | 0,81 %  | 0        | 0 %      |       |          |       |         |
| Oriente Medio                                                           | 225   | 7,69 %  | 135   | 6,38 %  | 180   | 6,74 %  | 290   | 10,78 % | 265   | 10,5 %  | 220   | 8,67 %  | 305      | 11,96 %  | 225   | 10,64 %  | 160   | 9,33 %  |
| Canadienses de Asia del Sur                                             | 85    | 2,91 %  | 50    | 2,36 %  | 10    | 0,37 %  | 0     | 0 %     | 0     | 0 %     | 0     | 0 %     | 0        | 0 %      | 0     | 0 %      | 0     | 0 %     |
| Asia Oriental                                                           | 20    | 0,68 %  | 25    | 1,18 %  | 10    | 0,37 %  | 0     | 0 %     | 10    | 0,4 %   | 10    | 0,4 %   | 10       | 0,39 %   | 0     | 0 %      | 0     | 0 %     |
| Afrocanadiense                                                          | 20    | 0,68 %  | 35    | 1,65 %  | 0     | 0 %     | 0     | 0 %     | 85    | 3,37 %  | 35    | 1,41 %  | 30       | 1,18 %   | 10    | 0,47 %   | 0     | 0 %     |
| Latinoamericanos                                                        | 20    | 0,68 %  | 0     | 0 %     | 0     | 0 %     | 15    | 0,56 %  | 0     | 0 %     | 10    | 0,4 %   | 0        | 0 %      | 0     | 0 %      | 0     | 0 %     |
| Otras/multiracial                                                       | 15    | 0,51 %  | 0     | 0 %     | 10    | 0,37 %  | 10    | 0,37 %  | 25    | 0,99 %  |       |         |          |          |       |          | 5     | 0,29 %  |
| Total de respuestas                                                     | 2,925 | 93,75 % | 2,115 | 63,7 %  | 2,670 | 96,81 % | 2,690 | 96,9 %  | 2,525 | 96,71 % | 2,480 | 97,29 % | 2,550    | 99,88 %  | 2,115 | 105,38 % | 1,715 | 95,76 % |
| Población total                                                         | 3,120 | 100 %   | 3,320 | 100 %   | 2,758 | 100 %   | 2,776 | 100 %   | 2,611 | 100 %   | 2,549 | 100 %   | 2,553    | 100 %    | 2,007 | 100 %    | 1,791 | 100 %   |
| Nota: Totales superiores al 100% debido a respuestas de origen múltiple |       |         |       |         |       |         |       |         |       |         |       |         |          |          |       |          |       |         |

Cuando los automóviles confiables y las carreteras mejoradas dieron como resultado un aumento del turismo desde las ciudades populosas del sur de Alberta, la ciudad comenzó a crecer. La comunidad está creciendo rápidamente como resultado del aumento de la actividad recreativa y el desarrollo en las cercanas Alberta Oil Sands. La otra comunidad en los alredeores del lago es una pequeña aldea de habla francesa de 300 personas llamada Plamondon, ubicada en el valle de Plamondon Creek, que ingresa a Lac la Biche en el extremo occidental del lago.

### Primeras naciones

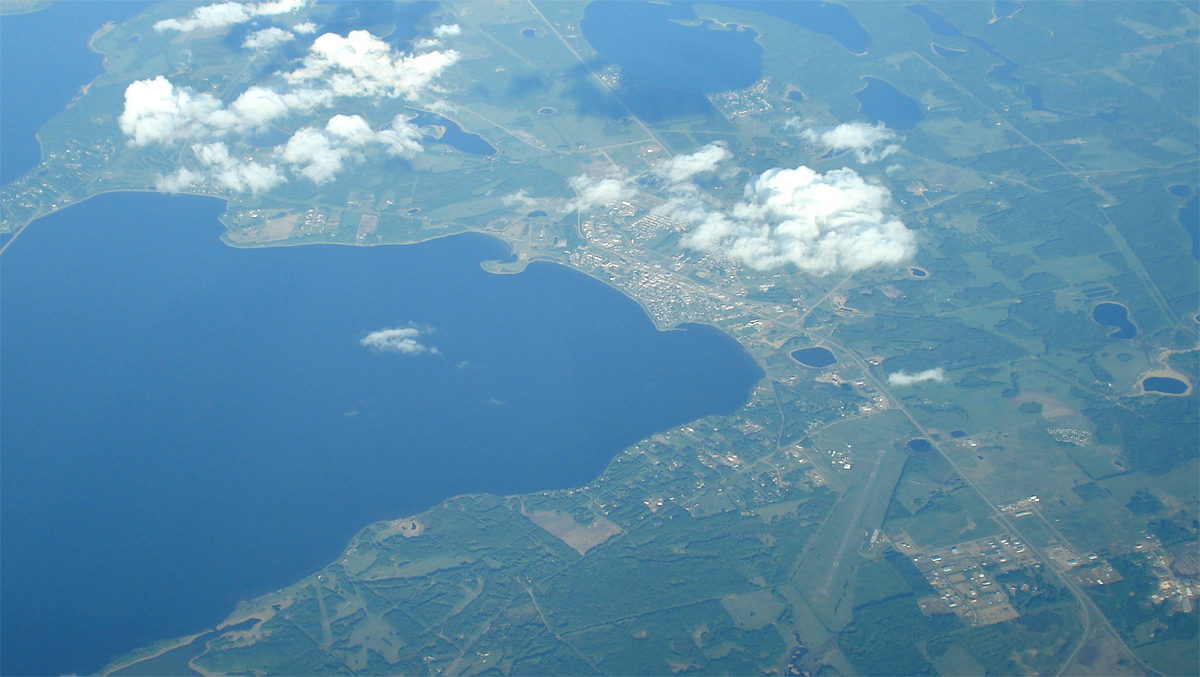
Vista aérea del Lago Lac la Biche (2010)

Los asentamientos métis permanecieron en el sur del lago. La Misión Lac la Biche en la orilla del lago era un lugar de reunión popular para eventos religiosos o sociales. Un asentamiento cree, la Nación Cree Beaver Lake, también permaneció en el área inmediata. Hay varios otros asentamientos aborígenes y métis en la región del lago.  La misión, ahora un sitio histórico, todavía se encuentra en la orilla sur del lago.

## Economía
La comunidad se sustenta principalmente con la explotación petrolera, la tala, la silvicultura, la agricultura y la pesca comercial. La comunidad se asienta en el extremo sur del lago Lac La Biche. La agricultura en la cuenca del lago Lac La Biche comenzó a finales del siglo XIX, al mismo tiempo que la comunidad de Lac La Biche comenzó a crecer a mediados del siglo XX. 
Las aguas residuales de la aldea comenzaron a descargarse en el lago en 1951 con la primera planta de tratamiento de residuos. Sin embargo, en 1983 las aguas residuales se desviaron al lago Field, que se encuentra aguas arriba del lago Lac La Biche. El vertido de residuos al lago Lac La Biche se vio controvertido por razones sanitarias, estéticas y medioambientales, porque el lago se utiliza como suministro de agua, para nadar y recreación en barco.
Estudios posteriores muestran que gran parte de las aguas residuales todavía drenaban al lago Lac la Biche a través de Red Deer Brook. Por lo tanto, la planta de tratamiento fue mejorada en 1989 pero continuó descargando en el lago Field.
La pesquería del lago ya fue intensamente explotada en los siglos XIX y XX. A finales del siglo XX, la pesquería de pez leucoma (Sander vitreus) había colapsado de manera que las otras pesquerías de la localidad están sujetas a regulaciones estrictas.

## Atractivos
Lac La Biche alberga un campo de golf, mientras que numerosos lagos y campamentos brindan oportunidades de recreación al aire libre en el área, incluido el Parque Provincial Lakeland al este. El condado de Lac La Biche tiene un pequeño museo  dedicado a compartir la historia del área, está ubicado al lado de los terrenos de recreación donde también se encuentran los campos de béisbol, el parque acuático y los espacios verdes.

## Gobierno
| Miembros de la Asamblea Legislativa      | Miembros de la Asamblea Legislativa | Miembros de la Asamblea Legislativa | Miembros de la Asamblea Legislativa | Miembros de la Asamblea Legislativa |
| Asamblea No                              | Años                                | Miembro                             | Miembro                             | Partido                             |
| ---------------------------------------- | ----------------------------------- | ----------------------------------- | ----------------------------------- | ----------------------------------- |
| Parte del distrito Victoria              |                                     |                                     |                                     |                                     |
| 3.º                                      | 1894–1898                           |                                     | Frank Tims                          | Independiente                       |
| 4.º                                      | 1898–1902                           | Jack Shera                          |                                     | Independiente                       |
| 5.º                                      | 1902–1905                           | Jack Shera                          |                                     | Independiente                       |
| Parte de Victoria                        |                                     |                                     |                                     |                                     |
| 1.º                                      | 1905–1909                           |                                     | Francis Walker                      | Liberal                             |
| Parte de Pakan                           |                                     |                                     |                                     |                                     |
| 2.º                                      | 1909–1913                           |                                     | Prosper-Edmond Lessard              | Liberal                             |
| Parte de Beaver River                    |                                     |                                     |                                     |                                     |
| 3.º                                      | 1913–1917                           |                                     | Wilfrid Gariépy                     | Liberal                             |
| 4.º                                      | 1917–1921                           |                                     | Wilfrid Gariépy                     | Liberal                             |
| 5.º                                      | 1921–1926                           | Joseph Dechêne                      |                                     | Liberal                             |
| 6.º                                      | 1926–1930                           |                                     | John Delisle                        | United Farmers                      |
| 7.º                                      | 1930–1935                           |                                     | Henry Dakin                         | Liberal                             |
| 8.º                                      | 1935–1940                           |                                     | Lucien Maynard                      | Crédito Social                      |
| 9.º                                      | 1940–1944                           |                                     | Lucien Maynard                      | Crédito Social                      |
| 10.º                                     | 1944–1948                           |                                     | Lucien Maynard                      | Crédito Social                      |
| 11.º                                     | 1948–1952                           | Harry Lobay                         |                                     | Crédito Social                      |
| Parte de Lac La Biche                    |                                     |                                     |                                     |                                     |
| 12.º                                     | 1952–1955                           |                                     | Harry Lobay                         | Crédito Social                      |
| 13.º                                     | 1955–1959                           |                                     | Michael Maccagno                    | Liberal                             |
| 14.º                                     | 1959–1963                           |                                     | Michael Maccagno                    | Liberal                             |
| 15.º                                     | 1963–1967                           |                                     | Michael Maccagno                    | Liberal                             |
| 16.º                                     | 1967–1968                           |                                     | Michael Maccagno                    | Liberal                             |
| 16.º                                     | 1968                                |                                     | Vacante                             | Vacante                             |
| 16.º                                     | 1968–1971                           |                                     | Damase Bouvier                      | Crédito Social                      |
| Parte de Lac La Biche-McMurray           |                                     |                                     |                                     |                                     |
| 17.º                                     | 1971–1972                           |                                     | Damase Bouvier                      | Crédito Social                      |
| 17.º                                     | 1972–1975                           |                                     | Damase Bouvier                      | Independiente                       |
| 18.º                                     | 1975–1979                           |                                     | Ron Tesolin                         | Conservador Progresista             |
| 19.º                                     | 1979–1982                           | Norm Weiss                          |                                     | Conservador Progresista             |
| 20.º                                     | 1982–1986                           | Norm Weiss                          |                                     | Conservador Progresista             |
| Parte de Athabasca-Lac La Biche          |                                     |                                     |                                     |                                     |
| 21r                                      | 1986–1989                           |                                     | Leo Piquette                        | NDP                                 |
| 22.º                                     | 1989–1993                           |                                     | Mike Cardinal                       | Conservador Progresista             |
| Parte de Lac La Biche-St. Paul           |                                     |                                     |                                     |                                     |
| 23.º                                     | 1993–1994                           |                                     | Paul Langevin                       | Liberal                             |
| 23.º                                     | 1994–1995                           |                                     | Paul Langevin                       | Independiente                       |
| 23.º                                     | 1995–1997                           |                                     | Paul Langevin                       | Conservador Progresista             |
| 24.º                                     | 1997–2001                           |                                     | Paul Langevin                       | Conservador Progresista             |
| 25.º                                     | 2001–2004                           | Ray Danyluk                         |                                     | Conservador Progresista             |
| 26.º                                     | 2004–2008                           | Ray Danyluk                         |                                     | Conservador Progresista             |
| 27.º                                     | 2008–2012                           | Ray Danyluk                         |                                     | Conservador Progresista             |
| Parte de Lac La Biche-St. Paul-Two Hills |                                     |                                     |                                     |                                     |
| 28.º                                     | 2012–2015                           |                                     | Shayne Saskiw                       | Wildrose                            |
| 29.º                                     | 2015–2017                           | Dave Hanson                         |                                     | Wildrose                            |
| 29.º                                     | 2017–2019                           | Dave Hanson                         |                                     | Conservador Unido                   |
| Parte de Fort McMurray-Lac La Biche      |                                     |                                     |                                     |                                     |
| 30.º                                     | 2019–2021                           |                                     | Laila Goodridge                     | Conservador Unido                   |
| 30.º                                     | 2022–2023                           | Brian Jean                          |                                     | Conservador Unido                   |
| 31.º                                     | 2023–                               | Brian Jean                          |                                     | Conservador Unido                   |

La comunidad de Lac La Biche comprende el distrito 7 del condado de Lac La Biche  Omer Moghrabi fue elegido alcalde en 2017, los concejales Lorin Tkachuk y Colin Cote representan el distrito 7 en el consejo del condado de Lac La Biche. A nivel provincial, la comunidad es representada por todos los partidos políticos importantes en la historia de Alberta.

## Infraestructura
El aeropuerto de Lac La Biche (YLB) se encuentra a 2.8 km al oeste de Lac La Biche. Cuenta con un servicio completo de 5700 por 100 pies (1737,4 por 30,5 m) pista de aterrizaje pavimentada.

## Educación

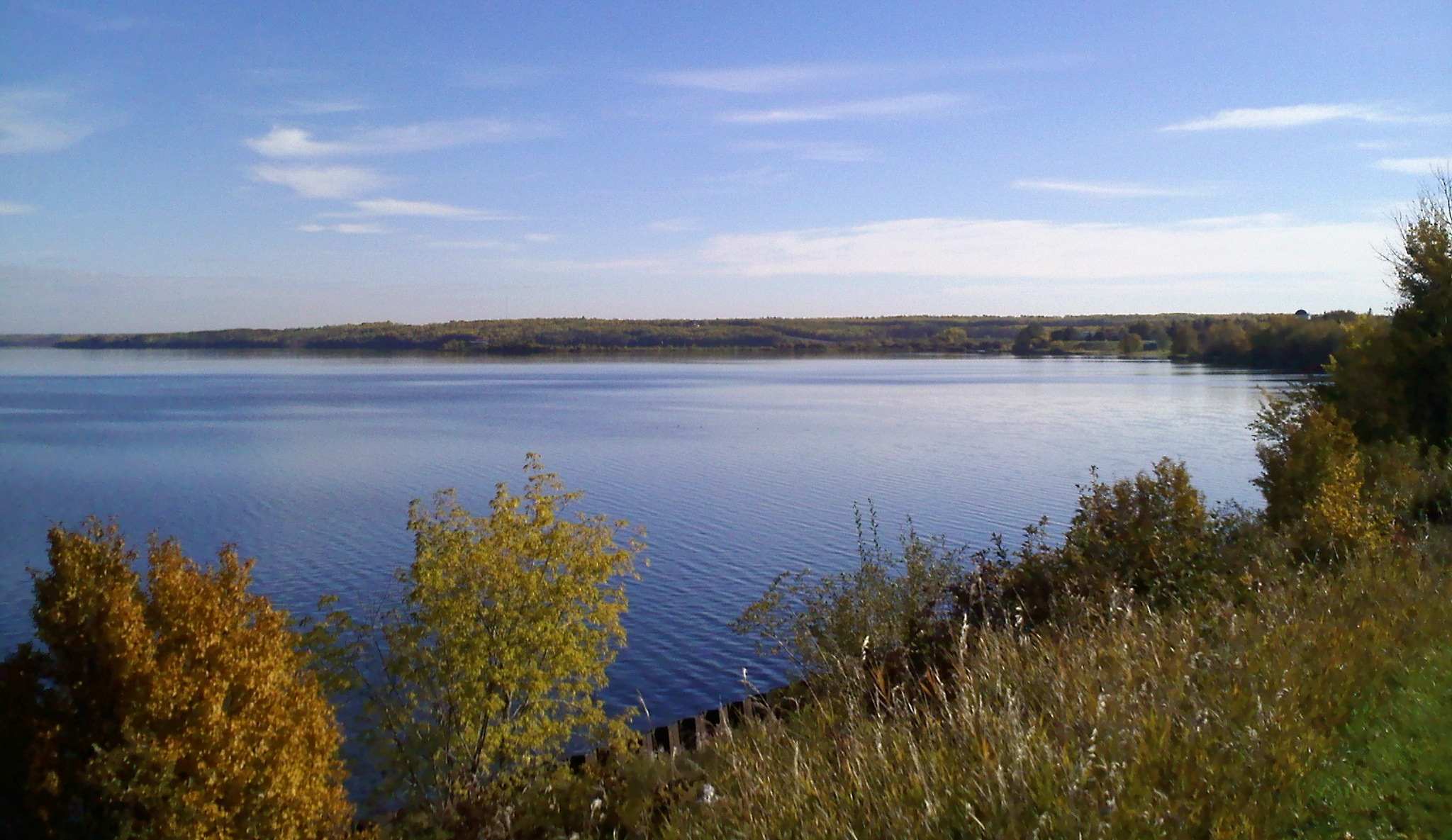
Lac la Biche desde el extremo oeste de la comunidad.

El campus principal de Portage College está ubicado en Lac La Biche. La universidad tiene un equipo de hockey ACAC llamado Portage Voyageurs. La primera temporada del equipo comenzó en el otoño de 2008. 